# Lakeland Highlands
Lakeland Highlands – jednostka osadnicza w Stanach Zjednoczonych, w stanie Floryda, w hrabstwie Polk.